# Palácio de Bucoleão

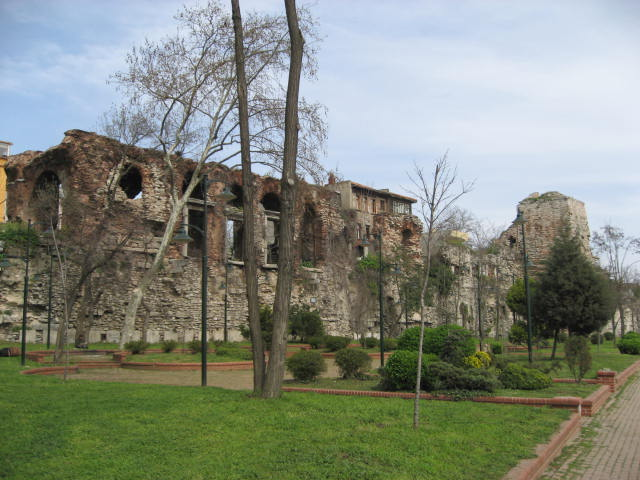
Aspecto actual das ruínas do Palácio de Bucoleão

O Palácio de Bucoleão (em grego: Βουκολέων; romaniz.: Boukoléon; em turco:  Bukoleon Sarayı) era um dos palácios imperiais de Constantinopla, actual Istambul, pertencente ao complexo do Grande Palácio de Constantinopla e também conhecido como Palácio de Hormisda ou Palácio de Justiniano. Provavelmente, foi construído por Teodósio II durante o século V.
O palácio situa-se nas margens do Mar de Mármara. O nome original Hormisda derivava do príncipe persa da dinastia sassânida Hormisda, filho mais velho de Hormisda II (r. 302/303–309310) e irmão de Sapor II (r. 309/310–379), que se refugiara em Constantinopla durante o reinado de Constantino II e do qual tinha tomado nome toda aquela área da cidade onde residira. O nome Bucoleão (Boukoleon) surgiu provavelmente em finais do século VI, sob Justiniano, quando foi construído o pequeno porto em frente do palácio, que está agora completamente assoreado. De acordo com a tradição, erguia-se ali uma estátua representando um touro e um leão, dando ao porto o seu nome (βους e λέων são, respectivamente, os termos gregos para "touro" e "leão").

## História

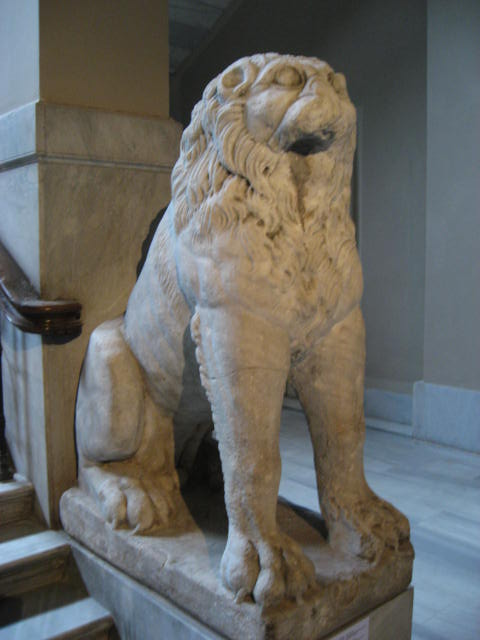
Um dos leões de pedra que se encontravam à entrada do porto de Bucoleão, actualmente no Museu Arqueológico de Istambul

Erguido, provavelmente, por Teodósio II no século V, o palácio foi cada vez mais alargado, atingindo o auge da sua sumptuosidade no século VI, com Justiniano, quando tomou o nome de Palácio de Justiniano, ou Bucoleão. Diz-de que possuía mais de 500 salas, entre as quais um salão de banquetes para mais de 300 convidados. Nesta época, o imperador ergueu nas proximidades a Igreja dos Santos Sérgio e Baco (actualmente designada em turco Küçuk Ayasofya Camii).
No reinado de Teófilo, em meados do século IX, foram levados a cabo grandes trabalhos de reedificação, durante os quais foi construída a grande fachada dominando as Muralhas Marítimas, ainda hoje visível.
O palácio deixou de ser residência imperial durante a dinastia comnena, no século XII, cujos soberanos preferiram o Palácio de Blaquerna, considerado mais seguro. O novo palácio era uma verdadeira fortaleza adossada às poderosas Muralhas de Teodósio, erguido num lugar com atmosfera mais salubre, perfilando-se ao mesmo tempo sobre o campo e sobre o Corno de Ouro. O Palácio de Bucoleão permaneceu assim, juntamente com o Grande Palácio de Constantinopla, como residência de representação para as grandes cerimónias. Nesse período, o acesso marítimo ao palácio, o porto de Bucoleão, tornou-se no acesso cerimonial da cidade, destinado a acolher as visitas dos soberanos estrangeiros.

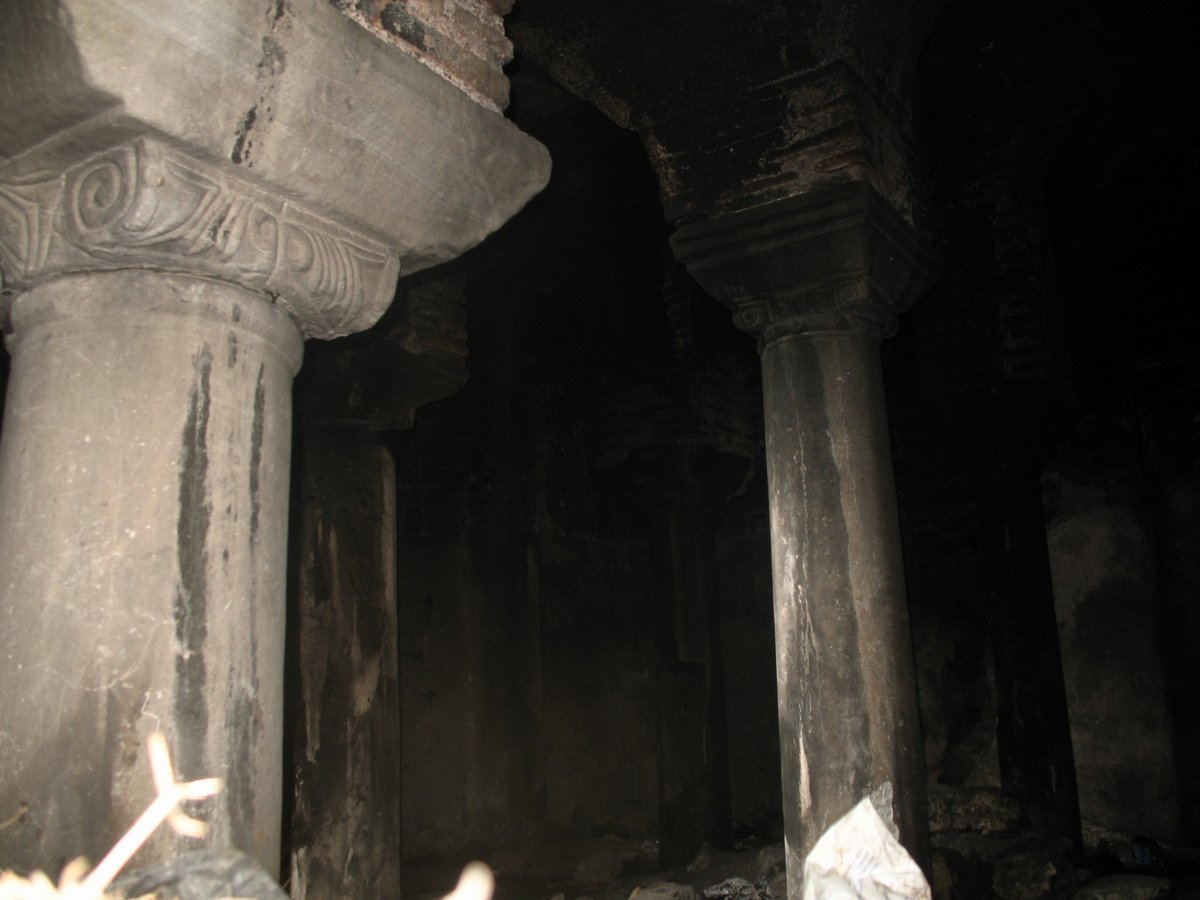
Interior do Palácio de Bucoleão

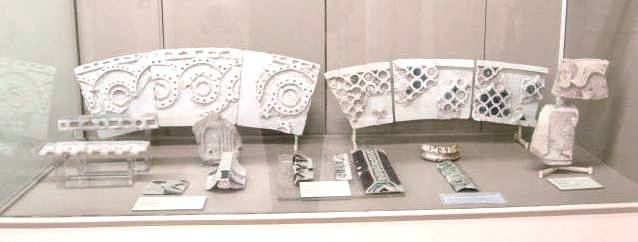
Fragmentos do Palácio do Bucoleão no Museu Arqueológico de Istambul

O palácio foi descrito pelo cronista das cruzadas Guilherme de Tiro. Depois da conquista de Constantinopla de 1204, durante a Quarta Cruzada, e da criação do efémero Império Latino, o palácio passou para as mãos de Bonifácio I de Monferrato, Rei de Tessalónica, que:
| “ | (…) cavalgou ao longo de toda a margem, até ao Palácio de Bucoleão, e quando aí chegou, este rendeu-se, com a condição que as vidas de todos aqueles que estavam no interior fossem poupadas. Em Bucoleão foi encontrada a maior parte das grandes damas que tinham fugido para o castelo, entre as quais foi encontrada a irmã do Rei de França, que tinha sido imperatriz, e a irmã do Rei da Hungria, que também ela tinha sido imperatriz, e muitas outras damas. Do tesouro que foi encontrado naquele palácio não posso falar com precisão, senão que não era assim tanto para ser sem fim ou incalculável. | ” |
|   | — Godofredo de Vilearduin. |   |

O palácio passou então a ser a residência da Princesa Margarida, filha de Bela III da Hungria, viúva de Isaac II Ângelo e nova esposa de Bonifácio. Durante toda a duração do Império Latino, o Palácio de Bucoleão permaneceu como residência imperial, até à reconquista bizantina de 1261.
Os estragos causados pelos saques dos cruzados e o mau estado das finanças imperiais levaram a um progressivo abandono do complexo do Grande Palácio de Constantinopla e do Palácio de Bucoleão, tendo a corte imperial mudado definitivamente para o Palácio de Blaquerna.
No dia 29 de Maio de 1453, quando Maomé II, o Conquistador conquistou a cidade e pôs termo ao milenar Império Bizantino, o Palácio de Bucoleão já estava em ruínas. No entanto, pelo seu grande passado e por ter hospedado gerações de imperadores bizantinos, foi ali que foi celebrada a conquista da cidade.
Actualmente, o porto foi assoreado e do palácio não resta mais que um terraço com pórticos, uma torre e uma sala com colunas. As ruínas foram parcialmente destruídas em 1873 para permitir a construção da vizinha linha ferroviária. Partes importantes do palácio e das muralhas marítimas desapareceram. Depois disso, o conjunto manteve-se precariamente conservado.

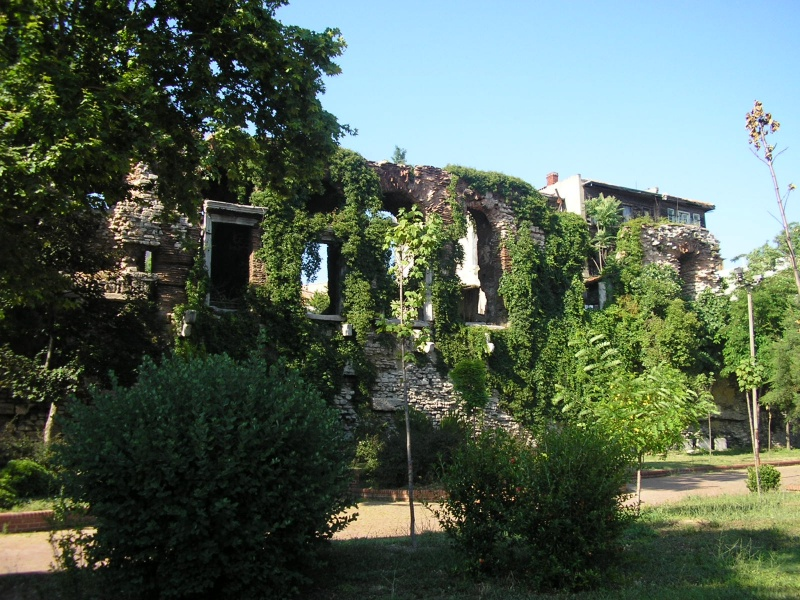
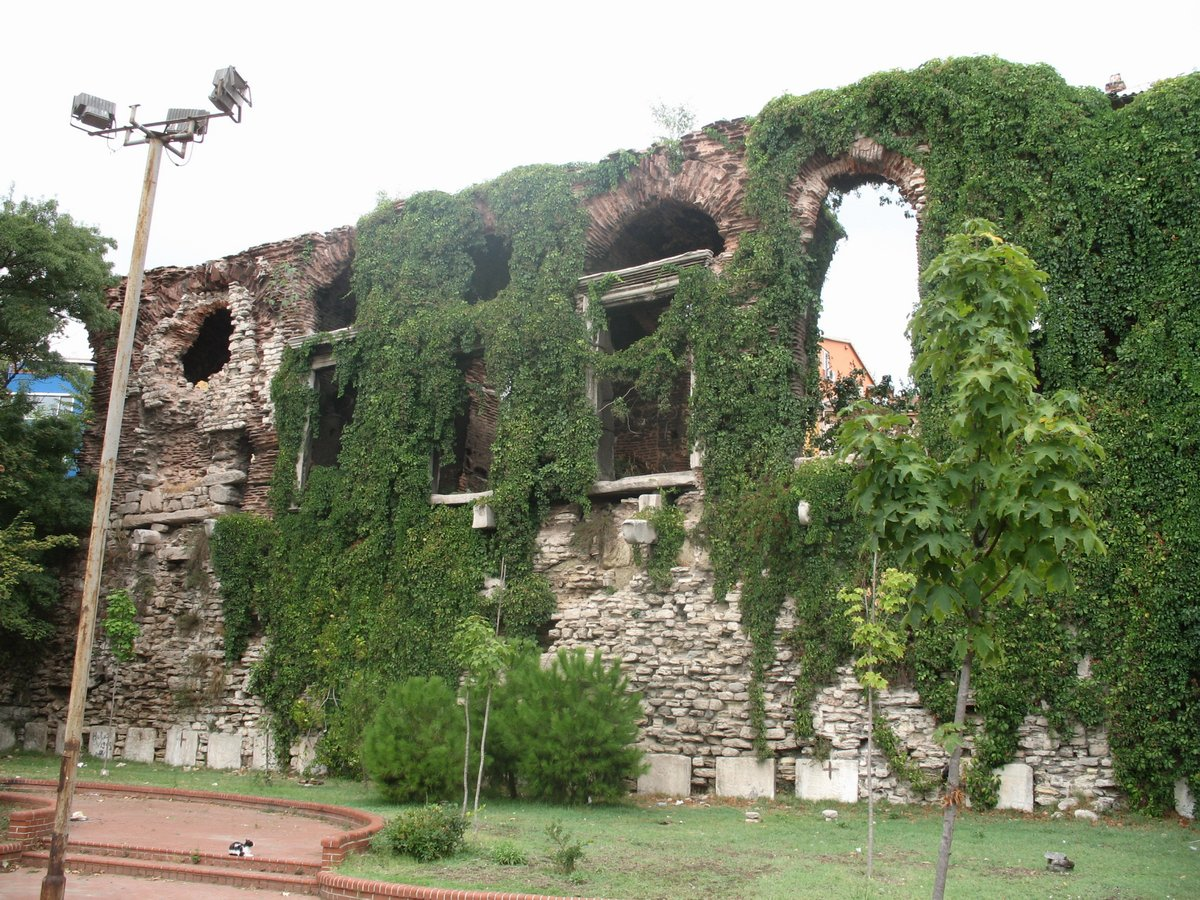
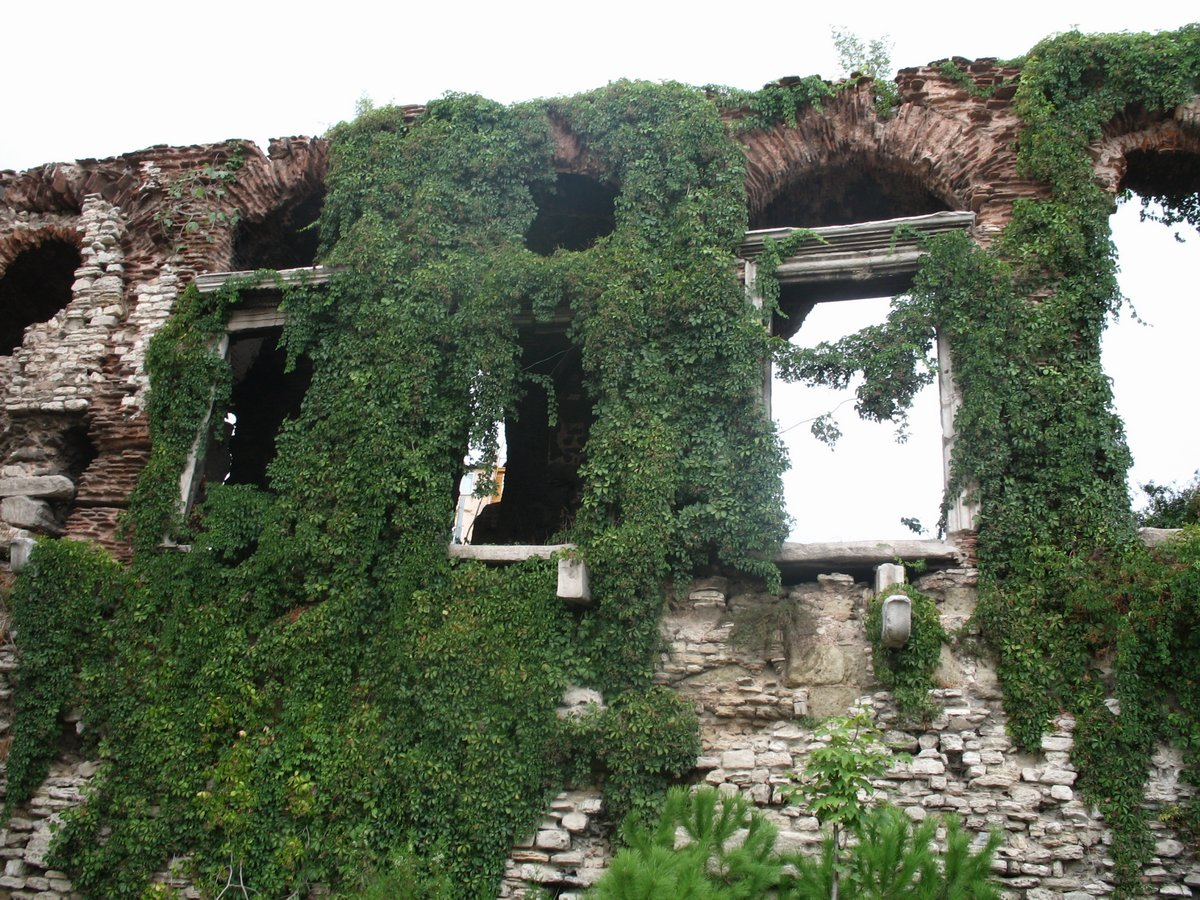
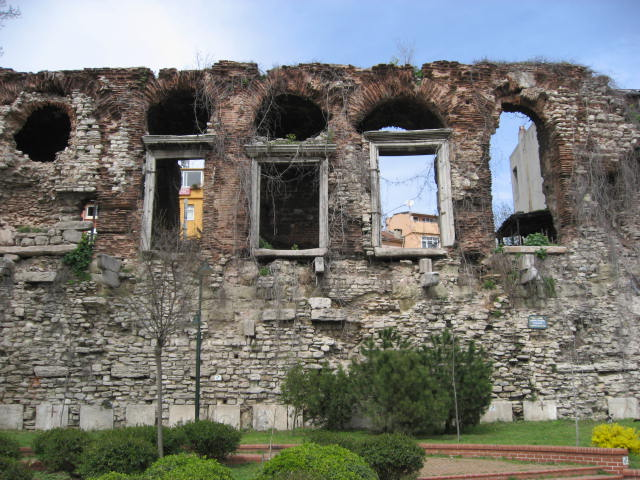
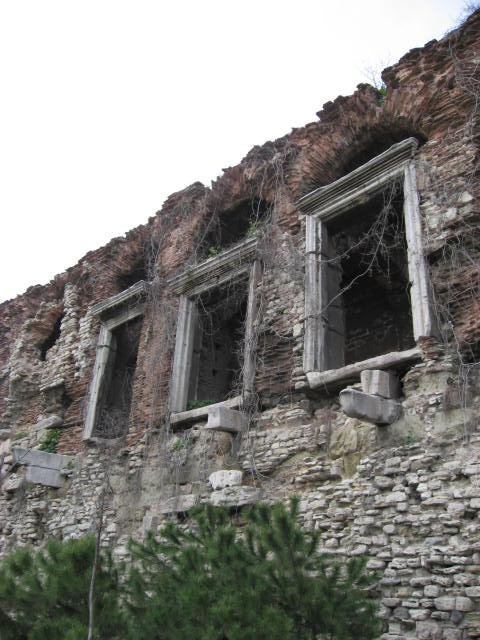
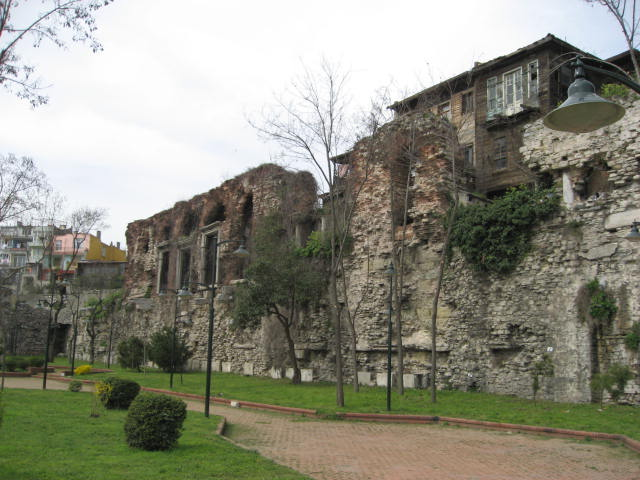
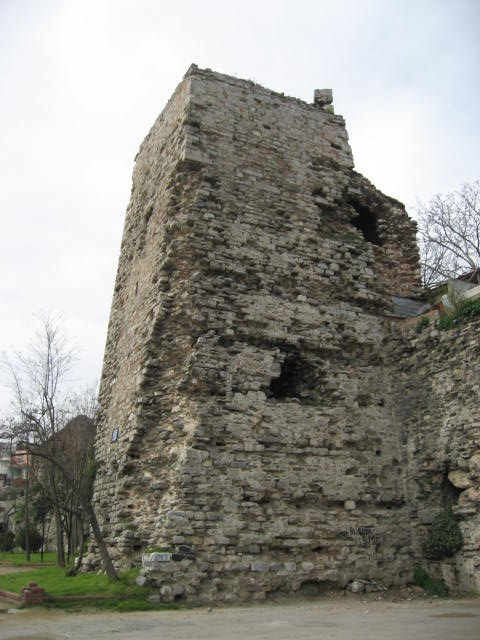
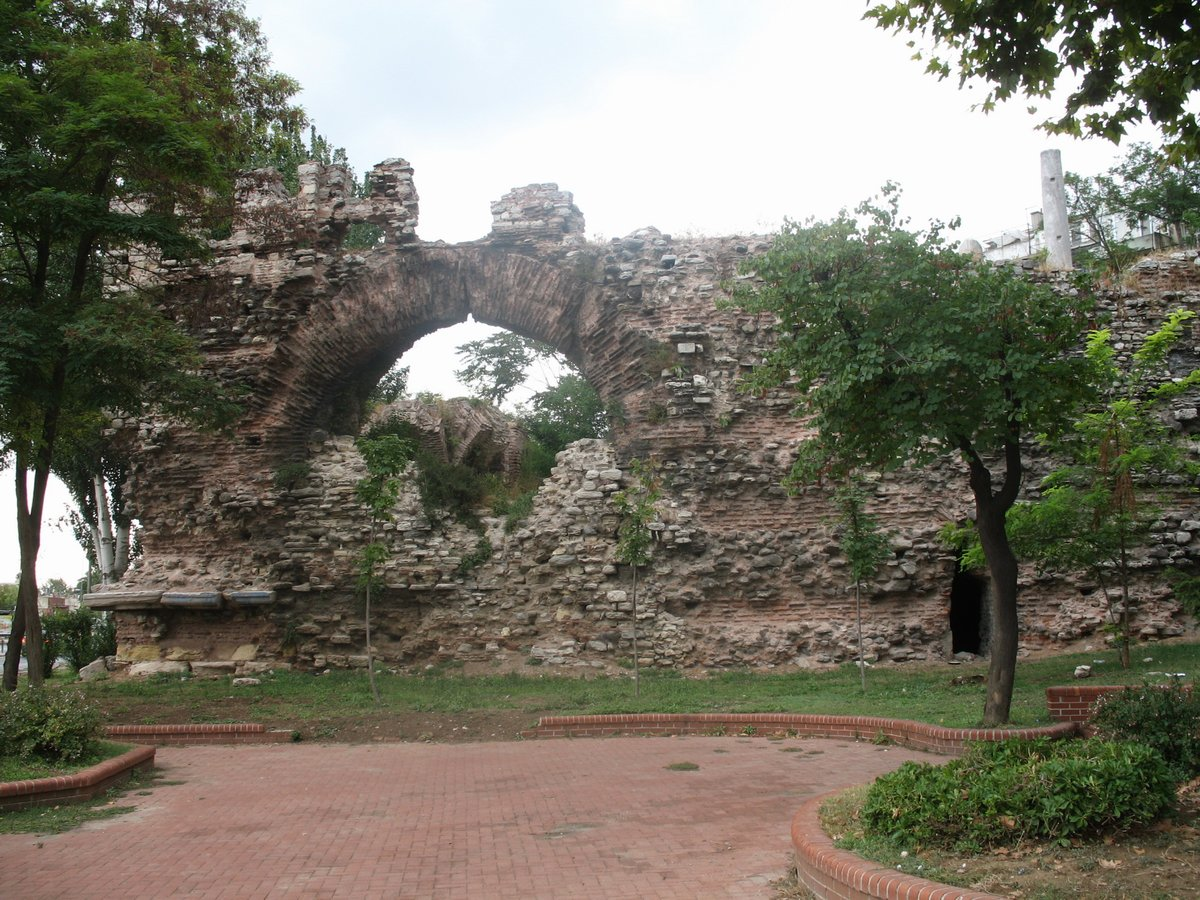
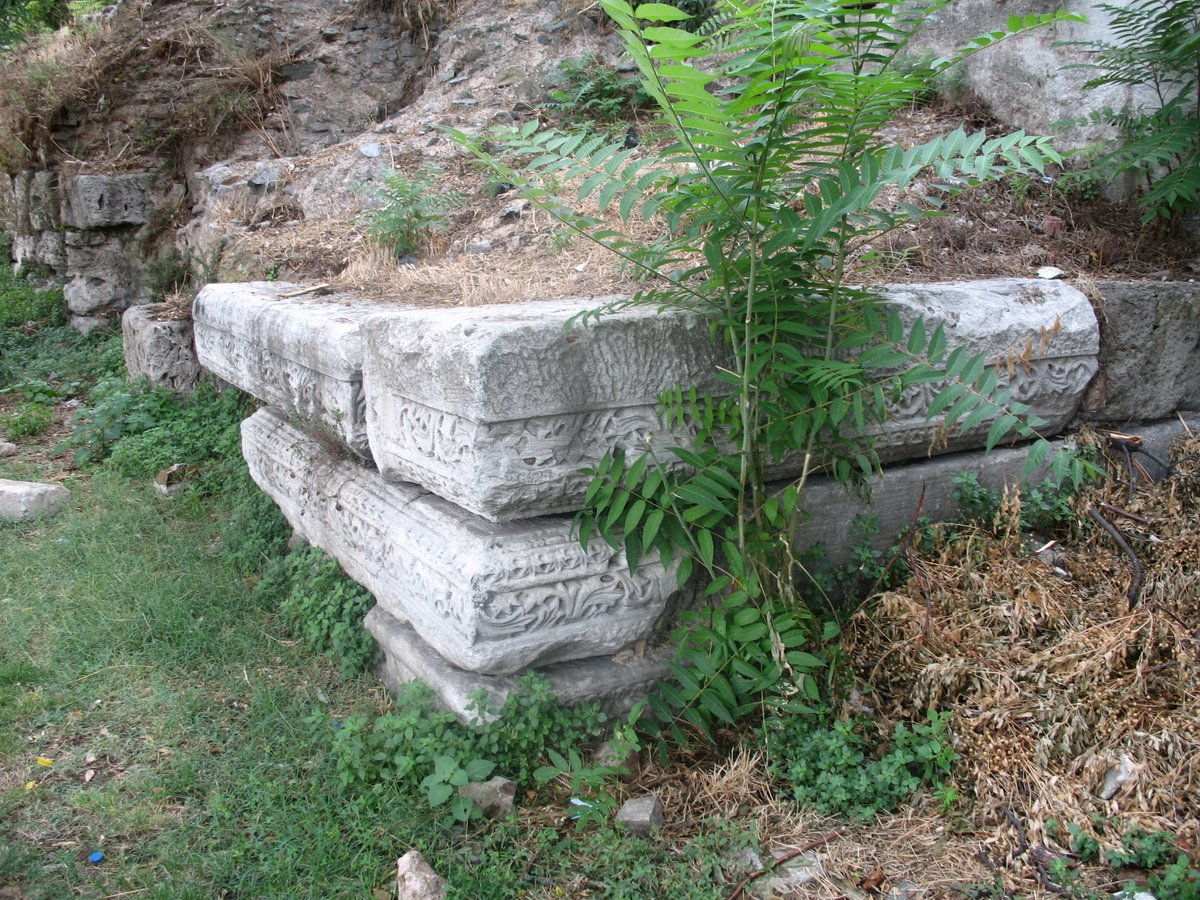
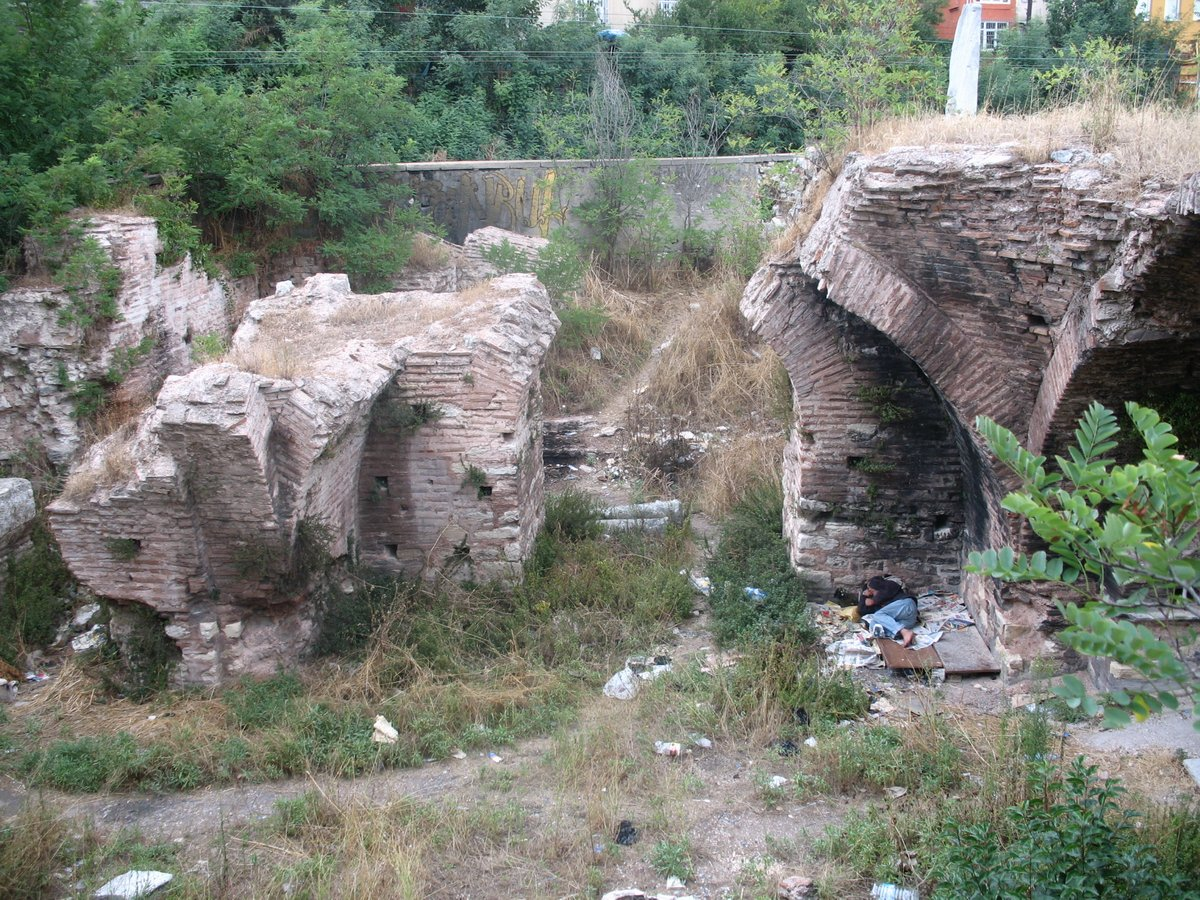